# Франсоа Грималди
Франсоа Грималди или Франческо Грималди (фр. François Grimaldi, итал. Francesco Grimaldi) је био ђеновљански вођа Гвелфа, који је заузео замак Монако, у ноћи 8. јануара 1297. Био је син Гуљелма Грималдија и његове супруге Ђакобе, ђеновљанске племкиње.
Прерушен у фрањевца, Франческо је дочекан на капији замка Монако, да би затим заузео замак заједно са својим рођаком Ренијем I, господара Кана, и групом својих људи. Овај догађај је обележен на грбу Монака, на коме двојица свештеника са мачевима носе штит. Франческо је држао тврђаву четири године пре него што су га протерали Ђеновљани. Тако Франческо није успео да успостави владавину породице Грималди над Монаком, али је био први који је то покушао.
Оженио се 1295. Аурелијом дел Карето. У том браку није имао деце, па данашња владарска породица Грималди нису његови потомци. После његове смрти, наследио га је његов рођак (и посинак) Реније I, господар Кана. Ренијевови потомци и дан данас владају Монаком. Више од сто година након препада на тврђаву, Грималдијеви су 1409. купили Монако од Круне Арагона и постали званични и неспорни владари Монака.